# Kénitra Atlantique
Kénitra Atlantique est un futur port marocain commercial en eau profonde qui sera érigé à mi chemin entre Tanger et Casablanca,.
Le projet initial portait sur la construction d'un nouveau port en eau profonde sur l'atlantique à Kénitra afin de soulager le port de Casablanca situé à 150 km plus bas pour un coût de 4.90 milliards de Dirhams (500M$) . Ce même projet a été réévalué en vue de construire un port de plus grande envergure pour un coût de 8 milliards de Dirhams .

## Géographie
Le nouveau port de Kénitra Atlantique sera situé sur la côte atlantique à 24 km du côté nord de l’embouchure de Oued Sebou, dans une zone relevant de la Commune Rurale Mnasra dans la Province de Kénitra.

## Zone d'influence
La vocation du port Kénitra Atlantique sera de :
- Offrir une capacité portuaire moderne et performante de proximité aux trafics issus ou destinés à l’hinterland qui s’étend de la région du Gharb, jusqu’à celles du Loukkous, Fès-Meknès et Tanger.
- Créer une nouvelle offre portuaire qui permettrait de soulager le port de Casablanca par le transfert progressif des trafics de vracs, néo-vracs et conventionnel.
- Répondre aux opportunités futures qui pourraient se concrétiser avec notamment la construction et réparation navales, la construction automobile (Usine PSA Kénitra).